# جفری آرند
جفری آرند (انگلیسی: Geoffrey Arend؛ زادهٔ ۲۸ فوریهٔ ۱۹۷۸) یک هنرپیشه اهل ایالات متحده آمریکا است. وی از سال ۱۹۹۷ میلادی تاکنون مشغول فعالیت بوده‌است.

## فیلم‌شناسی
از فیلم‌ها یا برنامه‌های تلویزیونی که وی در آن نقش داشته است می‌توان به ۵۰۰ روز سامر، شیطان، رینگر و خصلت خانوادگی اشاره کرد.